# 卡普盧尼夫卡 (克拉斯諾庫特西克區)
50°10′6″N 35°6′29″E / 50.16833°N 35.10806°E
卡普盧尼夫卡（烏克蘭語：Каплунівка）是位於烏克蘭東部的村莊，由哈爾科夫州博霍杜希夫區的克拉斯諾庫特斯克市鎮負責管轄。該村處於胡赫拉河畔，始建於1688年，面積5.63平方公里，海拔高度155米。